# Gary Apple
Gary Apple est un scénariste et producteur de télévision américain.

## Filmographie

### Scénariste
- 1991 : Pacific Station
- 1992 : Rhythm & Blues (1 épisode)
- 1992 : Les Simpson (1 épisode : Oh la crise... cardiaque !)
- 1993-1994 : The Sinbad Show (en) (5 épisodes)
- 1995 : Le Retour de Max la Menace (2 épisodes)
- 1996 : Doug
- 1998 : Les Tifoudoux
- 1999 : Sabrina, l'apprentie sorcière (3 épisodes)
- 2001 : Oswald (2 épisodes)
- 2005 : Time Warp Trio (1 épisode)

### Producteur
- 1995 : Le Retour de Max la Menacee (6 épisodes)